# ALWEG
Alwegbahn er navnet på en stående monorail. Allerede i 1940'erne blev der i Hamborg udført indledende arbejde på dette område. Med økonomisk støtte fra initiativtageren og den svenske multimillionær Axel Lennart Wenner-Gren blev der efter grundlæggelsen af Forbundsrepublikken Tyskland bygget en testbane i Köln-Fühlingen under ledelse af de tyske jernbaneingeniører Josef Hinsken og Georg Holzer. Trods store forventninger blev det aldrig til en realisering i de tysktalende lande, med undtagelse af panoramabanen. Der blev realiseret nogle enkelte linjer, hovedsagelig i Asien-Stillehavsområdet. Især brugen i de enkelte Disney-forlystelsesparker blev kendt.